# Astrakhan Airlines
L'Astrakhan Airlines o l'AST (in russo: Авиакомпания "Астраханские авиалинии") è stata una compagnia aerea russa con base tecnica all'Aeroporto di Astrachan'-Narimanovo, nell'Oblast' di Astrachan', vicino al Mar Caspio, in Russia.

## Storia
La compagnia aerea l'AST è stata creata sulla base della compagnia aerea sovietica Aeroflot-Astrakhan nel 1994; la partecipazione statale nella compagnia aerea AST era pari al 25% del capitale.

## Strategia
L'Astrakhan Airlines aveva una flotta di aerei russi Yakovlev Yak-42, Tupolev Tu-134A, Antonov An-2, Antonov An-24 e la base tecnica era nella città di Astrakhan, la maggior parte dei voli della compagnia erano effettuati in Russia centrale e nell'Europa.

## Flotta
- 5 Tupolev Tu-134A
- 2 Yakovlev Yak-42
- 6 Antonov An-24
- 7 Antonov An-2